# Dipterologi
Dipterologi, läran om tvåvingar, är en gren inom entomologi som innefattar studier av tvåvingar (Diptera), vilket inkluderar flugor och myggor. En entomolog som specialiserar sig på dipterologi kallas ibland dipterolog.

## Etymologi
Ordet dipterologi kommer av Diptera det vetenskapliga namnet för tvåvingar och logos, grekiska för lära.

## Kända dipterologer
- Johann Wilhelm Meigen
- Charles Paul Alexander
- Jean-Jacques Kieffer
- Hermann Loew
- Justin Pierre Marie Macquart